# Agritubel
Agritubel war eine französische Radsportmannschaft.

## Geschichte
Die 2004 gegründete Mannschaft nahm ab 2005 an der UCI Europe Tour als Professional Continental Team teil. Sie wurden 2005 unter anderem zu Paris–Roubaix eingeladen; Florent Brard erreichte das Ziel als Siebter. 2006 erhielt das Team eine von zwei „Wildcards“ für die Tour de France und durfte damit erstmals an diesem prestigeträchtigsten Radrennen teilnehmen. Zum Ende der Saison 2009 zog sich der Sponsor Agritubel aus dem Radsport zurück und das Team löste sich auf.

## Trikothistorie

2007
2008
2009

## Saison 2009

### Erfolge in der UCI ProTour
In der Saison 2009 gelangen dem Team nachstehende Erfolge in der UCI ProTour.
| Datum    | Rennen                   | Fahrer       |
| -------- | ------------------------ | ------------ |
| 10. Juli | 7. Etappe Tour de France | Brice Feillu |

### Erfolge in der UCI Europe Tour
In der Saison 2009 gelangen dem Team nachstehende Erfolge in der UCI Europe Tour.
| Datum                 | Rennen                                | Kat. | Fahrer             |
| --------------------- | ------------------------------------- | ---- | ------------------ |
| 12. Februar           | 3. Etappe Mittelmeer-Rundfahrt        | 2.1  | Kevyn Ista         |
| 21. Februar           | Les Boucles du Sud Ardèche            | 1.2  | Freddy Bichot      |
| 27. Februar           | 1. Etappe Les 3 Jours de Vaucluse     | 2.2  | Maxime Bouet       |
| 27. Februar – 1. März | Gesamtwertung Les 3 Jours de Vaucluse | 2.2  | David Le Lay       |
| 24. März              | 1. Etappe Tour de Normandie           | 2.2  | Steven Caethoven   |
| 26. März              | 4. Etappe Tour de Normandie           | 2.2  | Freddy Bichot      |
| 1. April              | 1. Etappe Volta ao Alentejo           | 2.1  | Maxime Bouet       |
| 1.–5. April           | Gesamtwertung Volta ao Alentejo       | 2.1  | Maxime Bouet       |
| 8. April              | 2. Etappe Circuit Cycliste Sarthe     | 2.1  | David Le Lay       |
| 7.–10. April          | Gesamtwertung Circuit Cycliste Sarthe | 2.1  | David Le Lay       |
| 16. April             | 1. Etappe Rhône-Alpes Isère Tour      | 2.2  | Nicolas Vogondy    |
| 17. April             | 2. Etappe Rhône-Alpes Isère Tour      | 2.2  | Yann Huguet        |
| 18. April             | 3. Etappe Rhône-Alpes Isère Tour      | 2.2  | Christophe Laurent |
| 16.–19. April         | Gesamtwertung Rhône-Alpes Isère Tour  | 2.2  | Yann Huguet        |
| 16. Mai               | 2. Etappe Tour de Picardie            | 2.1  | Romain Feillu      |
| 31. Mai               | Boucles de l’Aulne                    | 1.1  | Maxime Bouet       |
| 5. Juli               | Tour du Doubs                         | 1.1  | Yann Huguet        |
| 25. Juli              | 1. Etappe Tour de Wallonie            | 2.HC | Freddy Bichot      |
| 5. August             | 1. Etappe Paris–Corrèze               | 2.1  | Freddy Bichot      |
| 21. August            | 4. Etappe Tour du Limousin            | 2.1  | Romain Feillu      |
| 25. August            | 1. Etappe Tour du Poitou Charentes    | 2.1  | Anthony Ravard     |
| 13. September         | Grand Prix de Fourmies                | 1.HC | Romain Feillu      |

### Zugänge – Abgänge
| Zugänge            | Team 2008             | Abgänge           | Team 2009                 |
| ------------------ | --------------------- | ----------------- | ------------------------- |
| Sylvain Calzati    | Ag2r La Mondiale      | Mikel Gaztañaga   | Contentpolis AMPO         |
| Yann Huguet        | Cofidis               | Jimmy Casper      | Besson Chaussures-Sojasun |
| Yoann Le Boulanger | La Française des Jeux | Cédric Coutouly   | Besson Chaussures-Sojasun |
| Christophe Laurent | Garmin-Chipotle       | Benoît Sinner     | Besson Chaussures-Sojasun |
| Rémi Cusin         | Neoprofi              | Christophe Rinero | Karriereende              |
| Brice Feillu       | Neoprofi              | Benoît Salmon     | Karriereende              |
|                    |                       | Cédric Hervé      | Unbekannt                 |

### Mannschaft
| Name                  | Geburtstag         | Nationalität | Team 2010               |
| --------------------- | ------------------ | ------------ | ----------------------- |
| Emilien-Benoît Bergès | 13. Januar 1983    | Frankreich   |                         |
| Freddy Bichot         | 9. September 1979  | Frankreich   | Bbox Bouygues Télécom   |
| Maxime Bouet          | 3. November 1986   | Frankreich   | Ag2r La Mondiale        |
| Steven Caethoven      | 9. Mai 1981        | Belgien      | Landbouwkrediet-Colnago |
| Sylvain Calzati       | 1. Juli 1979       | Frankreich   | Team Sky                |
| Rémi Cusin            | 3. Februar 1986    | Frankreich   | Cofidis                 |
| Romain Feillu         | 16. April 1984     | Frankreich   | Vacansoleil             |
| Brice Feillu          | 26. Juli 1985      | Frankreich   | Vacansoleil             |
| Eduardo Gonzalo       | 25. August 1983    | Spanien      | Bretagne-Schuller       |
| Yann Huguet           | 2. Mai 1984        | Frankreich   | Skil-Shimano            |
| Kevyn Ista            | 25. November 1984  | Belgien      | Cofidis                 |
| Nicolas Jalabert      | 13. April 1973     | Frankreich   | Karriereende            |
| Christophe Laurent    | 26. Juli 1977      | Frankreich   | VC Lyon Vaulx-en-Velin  |
| Yoann Le Boulanger    | 4. November 1975   | Frankreich   | Karriereende            |
| David Le Lay          | 30. Dezember 1979  | Frankreich   | Ag2r La Mondiale        |
| Geoffroy Lequatre     | 30. Juni 1981      | Frankreich   | Team RadioShack         |
| Christophe Moreau     | 12. April 1971     | Frankreich   | Caisse d’Epargne        |
| Anthony Ravard        | 28. September 1983 | Frankreich   | Ag2r La Mondiale        |
| Nicolas Vogondy       | 8. August 1977     | Frankreich   | Bbox Bouygues Télécom   |

## Platzierungen in UCI-Ranglisten
UCI Europe Tour
| Saison | Mannschaftswertung | Fahrerwertung               |
| ------ | ------------------ | --------------------------- |
| 2005   | 18.                | Linas Balčiūnas (69.)       |
| 2006   | 21.                | José Alberto Martínez (46.) |
| 2007   | 7.                 | Romain Feillu (6.)          |
| 2008   | 4.                 | Nicolas Vogondy (20.)       |
| 2009   | 1.                 | Romain Feillu (4.)          |

UCI World Calendar
| Saison | Mannschaftswertung | Fahrerwertung       |
| ------ | ------------------ | ------------------- |
| 2009   | 25.                | Brice Feillu (112.) |